# Filippo Sacchi
Filippo Sacchi (Vicenza, 6 aprile 1887 – Pietrasanta, 9 settembre 1971) è stato un giornalista, scrittore e critico cinematografico italiano.
(Filippo Sacchi, Al Cinema col lapis, Mondadori, 1958)

## Biografia
Dopo gli studi al Liceo Ginnasio "Antonio Pigafetta" di Vicenza, si iscrisse all'Università degli Studi di Padova, a Giurisprudenza, passando poi a Lettere. Dopo la laurea fu insegnante prima al liceo cittadino, poi a Milano presso la Scuola Tecnica "G. B. Piatti".
Assunto al «Corriere della Sera» nel 1914, iniziò la sua attività di corrispondente estero e fu inviato nell'allora Impero austro-ungarico, in Marocco, in Australia e in Nuova Zelanda. Per il «Corriere» seguì la Costituente di Weimar, la rivolta spartachista e la Guerra sovietico-polacca. Parallelamente, nel 1924 iniziò a collaborare a «L'Illustrazione italiana», firmando una delle prime rubriche di critica cinematografica.
Strenuo oppositore del fascismo, nel 1926 fu licenziato dal «Corriere» e fu inibito dall'esercizio della professione giornalistica per tre anni. Intervennero in suo aiuto: Eligio Possenti, direttore della «Domenica del Corriere», e Guido Treves, editore dell'«Illustrazione Italiana». Entrambi accolsero Sacchi nei rispettivi giornali; il critico firmò una rubrica di recensioni cinematografiche sotto lo pseudonimo Loupe (che in francese significa "lente"). Inizialmente la considerò un'attività temporanea in vista di un suo ritorno sugli scenari mondiali come inviato. Ma il cinema lo conquistò a tal punto che, quando nel 1929, scaduta l'interdizione, il nuovo direttore del «Corriere della Sera» Aldo Borelli lo volle al giornale per inaugurare la rubrica di critica cinematografica, accettò subito. L'11 maggio 1929 comparve la sua prima «Rassegna cinematografica».
Nel 1941 dovette lasciare nuovamente il «Corriere» per una recensione negativa del nuovo film con Doris Duranti, che non era stata gradita dal regime. Trovò una comoda sistemazione al supplemento culturale «La Lettura». Dopo l'arresto di Benito Mussolini e la conseguente caduta del fascismo, dal 3 agosto 1943 fu richiamato al «Corriere» per dirigere l'edizione pomeridiana del quotidiano (che usciva sotto la testata «Il Pomeriggio»). Rimase alla carica quarantacinque giorni, essendo poi costretto a fuggire in Svizzera in seguito alla costituzione della Repubblica Sociale Italiana e dell'occupazione nazista dell'Alta Italia. Rimase a Locarno fino alla Liberazione.
Tornato in Italia, fu nominato direttore de «La Lettura». Nei mesi successivi maturò la decisione di staccarsi dall'ambiente del Corriere della Sera. Quando finì la direzione di Mario Borsa (6 agosto 1946), rassegnò le dimissioni pochi giorni dopo. Assunse la direzione del «Corriere Lombardo», poi nel 1949 passò alla «Stampa», con la quale collaborò in esclusiva fino al 1953. Quel periodo venne caratterizzato dai suoi coraggiosi articoli di critica al governo italiano e alla Chiesa cattolica, per la chiusura della comunità di Nomadelfia.
Dopo aver lasciato «La Stampa», Sacchi curò la rubrica cinematografica del rotocalco «Epoca» che mantenne sino alla morte. Nel 1950 pubblicò un manuale di educazione civica (L'ABC del cittadino) e, negli ultimi anni di vita, si dedicò alla stesura di manuali di storia per gli studenti delle scuole medie.
È sepolto in una semplice tomba nel cimitero di Griante, sul Lago di Como, sede di una villa ereditata dal suocero, il banchiere Mino Gianzana.
Dopo la sua morte il Sindacato Nazionale Giornalisti Cinematografici Italiani (SNGCI) ha istituito un premio dedicato alla sua memoria, che viene assegnato alla migliore tesi universitaria di argomento cinematografico.

## Vita privata
Sposò Josepha Gianzana e divenne padre di Giorgio e di Cecilia Sacchi, attrice. Era quindi il nonno materno dell'attrice Giovanna Mezzogiorno. 

## Opere

### Romanzi
- La casa in Oceania, Milano, Arnoldo Mondadori Editore, 1932
- La Primadonna, Milano, Mondadori, 1941
- Il mare è buono, Milano, Garzanti, 1946
- Toscanini, Milano, Mondadori, 1951 (nuova edizione: Milano, Longanesi 1988)
- Felici e infelici, Milano, Longanesi, 1967

### Critica cinematografica
- Al cinema col lapis, Mondadori 1958.

### Altri scritti
- Diario 1943-1944. Un fuoruscito a Locarno, a cura di Renata Broggini; con un'introduzione di Alessandro Galante Garrone e un ricordo di Bruno Caizzi, Lugano, G. Casagrande, 1987
- Veneto, Saggio introduttivo, pp.7-20, Volume XVIII, Veneto, Attraverso l'Italia. Illustrazione delle regioni italiane, Touring Club Italiano, Milano, 1952
- L’ABC del cittadino, Arnoldo Mondadori Editore, 1950.